# Obrsani
Obrsani (macedónul: Обршани) település Észak-Macedóniában, a Pelagonijai körzet Krivogastani járásában.

## Népesség
| Lakosok száma | 1005 | 1169 | 1229 | 1247 | 1138 | 863  | 825  | 793  | 672  |
|               | 1948 | 1953 | 1961 | 1971 | 1981 | 1991 | 1994 | 2002 | 2021 |

- 2002-ben 793 lakosa volt, akik mindannyian macedónok.